# Braskem
Braskem er en brasiliansk petrokemisk virksomhed med hovedkvarter i São Paulo.
Braskem fremstiller termoplastisk harpiks med 36 anlæg i Brasilien, USA, Mexico og Tyskland. De producerer biopolymerer og petrokemikalier.